# Quackenbush Provincial Park
Quackenbush Provincial Park är en park i Kanada.   Den ligger i provinsen Ontario, i den sydöstra delen av landet, 210 km sydväst om huvudstaden Ottawa. Quackenbush Provincial Park ligger 256 meter över havet. Den ligger vid sjön Long Lake.
Terrängen runt Quackenbush Provincial Park är platt. Runt Quackenbush Provincial Park är det mycket glesbefolkat, med 5 invånare per kvadratkilometer.. 
I omgivningarna runt Quackenbush Provincial Park växer i huvudsak blandskog.